# ミスアンドレッティ
ミスアンドレッティ (Miss Andretti) とはオーストラリアの競走馬、繁殖牝馬である。スプリント戦で活躍し、G1競走で5勝を挙げた。2006/2007年シーズンのオーストラリア年度代表馬。

## 戦績
3歳春シーズンまではオープン馬の大将格的な存在だったが、3歳秋にウインターボトムステークス（豪G2）で初重賞勝利すると、2走後のプリンスオブウェールズステークス（豪G3、イギリスの同名レースはG1）も勝利し徐々に頭角を現していった。
その後の3走は凡走続きだったが、4歳になりストレートシックスステークスで復活すると3連勝でマニカトステークス（豪G1）を制した。しかも勝ちタイムはレコードタイムで一躍オーストラリアの短距離界のホープになった。
2007年に入るとグローバルスプリントチャレンジ（以下GSC）初戦のライトニングステークス（豪G1）をいきなりレコードタイムで勝利すると2戦目のオーストラリアステークス（豪G1）も完勝する。この頃から欧州遠征が決定し、遠征前にニューマーケットハンデキャップ（豪G1）に出走、ここでもレコードタイムで完勝する。
舞台をイギリスに移した本馬はGSC第3戦のキングズスタンドステークス（英G2）に出走、前年のGSCの覇者であるテイクオーバーターゲットらを破ってここでもレコードタイムで勝利した。なおGSCが成立して以来ライトニングステークス、オーストラリアステークス、キングススタンドステークスを連勝したのは史上初である。しかし中3日で臨んだGSC第4戦ゴールデンジュビリーステークスは15着と大敗した。この大敗を受けて当初の予定に入っていたジュライカップは回避し帰国、休養に入った。春に復帰後はシュウェップスステークス、エイジクラシックと2連勝。さらに11月28日に発表されたオーストラリア競馬委員会の年度表彰で06/07シーズンの年度代表馬に選出され、新たなタイトルを携えて香港スプリントに出走した。ここで2着以内に入ればGSC優勝となる重要な一戦で2番人気に推されたが、圧倒的1番人気に支持された地元香港のセイクリッドキングダムの10着と大敗した。このレースを最後に現役を引退し、繁殖牝馬となった。

## シーズン別競走成績
- 2004年-2005年（8戦6勝）
  - 北京オリンピック3歳ステークス（OP）など
- 2005年-2006年（8戦4勝）
  - ウインターボトムステークス（G2）、プリンスオブウェールズステークス（G3）など
- 2006年-2007年（10戦7勝）
  - マニカトステークス（G1）、ライトニングステークス（G1）、オーストラリアステークス（G1）、ニューマーケットハンデキャップ（G1）、スキラッチステークス（G2）、キングズスタンドステークス（G2）、ミティズマキュアントロフィー（G3）
- 2007年-2008年（3戦2勝）
  - エイジクラシック（G1）、シュウェップスステークス(G2)

## 血統表
| ミスアンドレッティの血統ニジンスキー系（ノーザンダンサー系）／アウトブリード | ミスアンドレッティの血統ニジンスキー系（ノーザンダンサー系）／アウトブリード | ミスアンドレッティの血統ニジンスキー系（ノーザンダンサー系）／アウトブリード | （血統表の出典）       | （血統表の出典） |
| 父 Ihtiram 1992 栗毛                                                         | 父の父*Royal Academy II 1987 鹿毛                                            | Nijinsky II                                                                  | Northern Dancer        | Northern Dancer  |
| 父 Ihtiram 1992 栗毛                                                         | 父の父*Royal Academy II 1987 鹿毛                                            | Nijinsky II                                                                  | Flaming Page           |                  |
| 父 Ihtiram 1992 栗毛                                                         | 父の父*Royal Academy II 1987 鹿毛                                            | Crimson Saint                                                                | Crimson Satan          | Crimson Satan    |
| 父 Ihtiram 1992 栗毛                                                         | 父の父*Royal Academy II 1987 鹿毛                                            | Crimson Saint                                                                | Bolero Rose            |                  |
| 父 Ihtiram 1992 栗毛                                                         | 父の母Welsh Love 1986 鹿毛                                                   | Ela-Mana-Mou                                                                 | *Pitcairn              | *Pitcairn        |
| 父 Ihtiram 1992 栗毛                                                         | 父の母Welsh Love 1986 鹿毛                                                   | Ela-Mana-Mou                                                                 | Rose Bertin            |                  |
| 父 Ihtiram 1992 栗毛                                                         | 父の母Welsh Love 1986 鹿毛                                                   | Welsh Flame                                                                  | Welsh Pageant          | Welsh Pageant    |
| 父 Ihtiram 1992 栗毛                                                         | 父の母Welsh Love 1986 鹿毛                                                   | Welsh Flame                                                                  | Electric Flash         |                  |
| 母 Peggie's Bid 1996 黒鹿毛                                                  | 母の父Marooned 1981 芦毛                                                     | Mill Reef                                                                    | Never Bend             | Never Bend       |
| 母 Peggie's Bid 1996 黒鹿毛                                                  | 母の父Marooned 1981 芦毛                                                     | Mill Reef                                                                    | Milan Mill             |                  |
| 母 Peggie's Bid 1996 黒鹿毛                                                  | 母の父Marooned 1981 芦毛                                                     | Short Rations                                                                | Lorenzaccio            | Lorenzaccio      |
| 母 Peggie's Bid 1996 黒鹿毛                                                  | 母の父Marooned 1981 芦毛                                                     | Short Rations                                                                | Short Commons          |                  |
| 母 Peggie's Bid 1996 黒鹿毛                                                  | 母の母Time to Bid 1990 鹿毛                                                  | Alytime                                                                      | Alydar                 | Alydar           |
| 母 Peggie's Bid 1996 黒鹿毛                                                  | 母の母Time to Bid 1990 鹿毛                                                  | Alytime                                                                      | Timely Tammy           |                  |
| 母 Peggie's Bid 1996 黒鹿毛                                                  | 母の母Time to Bid 1990 鹿毛                                                  | Without Reserve                                                              | Haulpak                | Haulpak          |
| 母 Peggie's Bid 1996 黒鹿毛                                                  | 母の母Time to Bid 1990 鹿毛                                                  | Without Reserve                                                              | Swift Meadows F-No.9-g |                  |